# Tepui-Zwergbeutelratte
Die Tepui-Zwergbeutelratte (Marmosa tyleriana) ist eine Beuteltierart, die im Südosten  Venezuelas in der Tepui-Region (Auyan-Tepui, Nationalpark Duida-Marahuaca und Nationalpark Jaua-Sarisariñama) vorkommt.

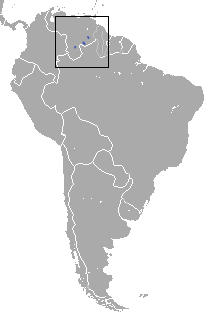
Das Verbreitungsgebiet in Venezuela

## Beschreibung
Die Tiere erreichen eine Kopfrumpflänge von 11,2 bis 12,8 cm, haben einen 14,5 bis 17,7 cm langen Schwanz und erreichen ein Gewicht von 30 bis 56 g. Der Schwanz ist damit im Schnitt etwa 35 % länger als Kopf und Rumpf zusammen. Ein Sexualdimorphismus in Bezug auf die Form oder die Größe des Schädels besteht nicht. Das Rückenfell und die Kopfoberseite sind dunkelbraun. Die Körperseiten sind heller. In der Rückenmitte sind die Haare etwas heller als auf der Kopfoberseite. Rund um die schwarzen Augen finden sich schwarzbraune Augenringe, die nicht bis zu den Basen der Ohren reichen. Das Fell der Unterseite ist grau. Die Haare sind lang und haben weißliche Spitzen. Die Vorderpfoten sind dunkelbraun, die Hinterfüße hellbraun. Die körpernahen 10 % des Schwanzes sind behaart, der Rest ist unbehaart. Der vordere Teil des nackten Schwanzabschnitts ist dunkelbraun und die Unterseite ist heller als die Oberseite. Die körperferne Schwanzhälfte ist unpigmentiert. Weibchen haben keinen Beutel. Der Karyotyp ist unbekannt.

## Lebensraum und Lebensweise
Die Tepui-Zwergbeutelratte lebt in Höhen von 1300 bis 2200 Metern in feuchten Wäldern auf voneinander isolierten Tepuis. Über ihre Verhaltensweisen, ihre Ernährung, ihre Aktivitätsmuster und ihre Fortpflanzung ist bisher nichts bekannt.

## Status
Die IUCN gibt für die Tepui-Zwergbeutelratte keinen Gefährdungsgrad an, da zu wenig Daten vorliegen. Sie kommt ausschließlich in drei relativ kleinen, voneinander isolierten Regionen vor, die aber innerhalb von Schutzgebieten liegen.

## Belege
1. 1 2 3 4  Diego Astúa: Family Didelphidae (Opossums). in Don E. Wilson, Russell A. Mittermeier: Handbook of the Mammals of the World – Volume 5. Monotremes and Marsupials. Lynx Editions, 2015, ISBN 978-84-96553-99-6. Seite 139.
2. ↑  Marmosa tyleriana in der Roten Liste gefährdeter Arten der IUCN 2016. Eingestellt von: Pérez-Hernandez, R., López Fuster, M. & Ventura, J., 2015. Abgerufen am 23. Februar 2019.